# Hemmiken
Hemmiken is een gemeente en plaats in het Zwitserse kanton Basel-Landschaft, en maakt deel uit van het district Sissach.
Hemmiken telt 263 inwoners.